# 静岡県道410号仁科峠宇久須線

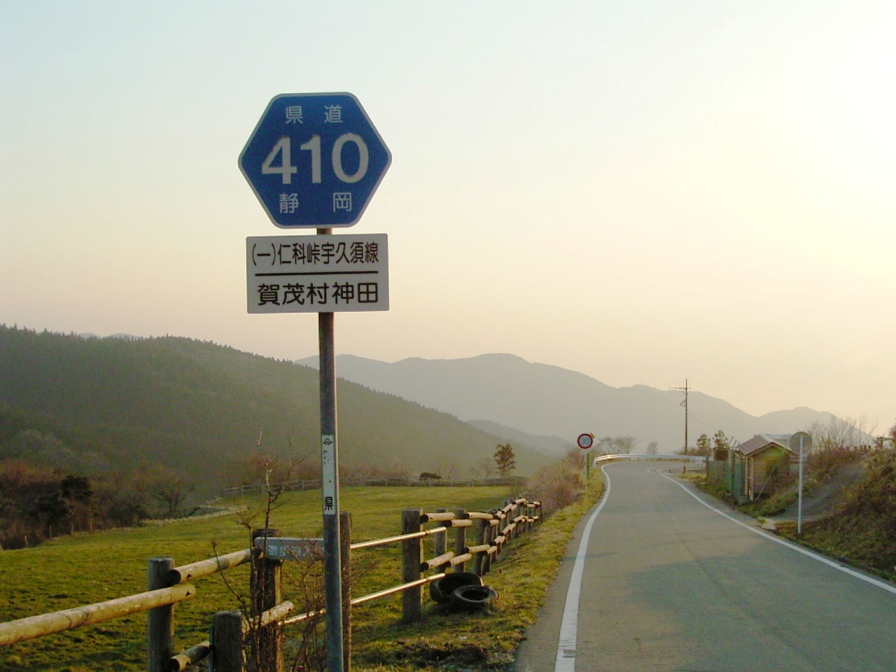
天城牧場付近（2004年3月）

静岡県道410号仁科峠宇久須線（しずおかけんどう410ごう にしなとうげうぐすせん）は静岡県賀茂郡西伊豆町を通る一般県道である。

## 概要

### 路線データ
- 起点 : 賀茂郡西伊豆町宇久須（静岡県道59号伊東西伊豆線交点）
- 終点 : 賀茂郡西伊豆町宇久須（国道136号交点）

## 地理
- 宇久須の集落から西天城高原への連絡道として利用されている。
- 勾配が極めて急であり、特に下る際は注意を要する。
- 周辺を宇久須川が流れる。

### 通過する自治体
- 静岡県
  - 賀茂郡西伊豆町

### 接続路線
- 国道136号
- 静岡県道59号伊東西伊豆線

### 峠
- 仁科峠（賀茂郡西伊豆町）